# Cementerio de Wakapuaka
El Cementerio de Wakapuaka (en inglés: Wakapuaka Cemetery) es un cementerio situado en Atawhai, Nelson, en Nueva Zelanda. El nombre significa "montones de hojas aka" en la lengua maorí. 
El cementerio Wakapuaka está situado en el extremo sur de Atawhai Drive en Nelson. El cementerio está situado en una colina. Por lo tanto, el cementerio esta sobre el Nelson Haven, el Banco Boulder, la bahía de Tasman, y la ciudad de Nelson.
El área fue designada por primera vez una zona de cementerio el 18 de noviembre de 1861. El primer entierro se llevó a cabo el 9 de diciembre de 1861. La primera persona enterrada era Grace Annie quien tenía 16 meses de edad. El crematorio fue construido en 1945 y se ha ampliado desde esa fecha. Hay una pequeña capilla, la Capilla conmemorativa de Garin dedicada a San Miguel (St. Michael).